# Josef Schreiner
Josef Schreiner – były niemiecki biegacz narciarski uczestniczący w zawodach w latach 30. XX wieku. Największy sukces w swojej karierze osiągnął podczas mistrzostw świata w Sollefteå w 1934 roku, gdzie wspólnie z Walterem Motzem, Willym Bognerem i Herbertem Leupoldem wywalczył srebrny medal w sztafecie 4x10 km. Nigdy nie startował na igrzyskach olimpijskich.

## Osiągnięcia

### Mistrzostwa świata
| Miejsce | Dzień     | Rok  | Miejscowość | Konkurencja             | Czas biegu | Strata | Zwycięzca    |
| ------- | --------- | ---- | ----------- | ----------------------- | ---------- | ------ | ------------ |
| 78.     | 22 lutego | 1934 | Sollefteå   | 18 km stylem klasycznym | 1:04:29    | ?      | Sulo Nurmela |
| 2.      | 25 lutego | 1934 | Sollefteå   | Sztafeta 4x10 km        | 2:40:28    | +10:55 | Finlandia    |